# Josef Schormüller

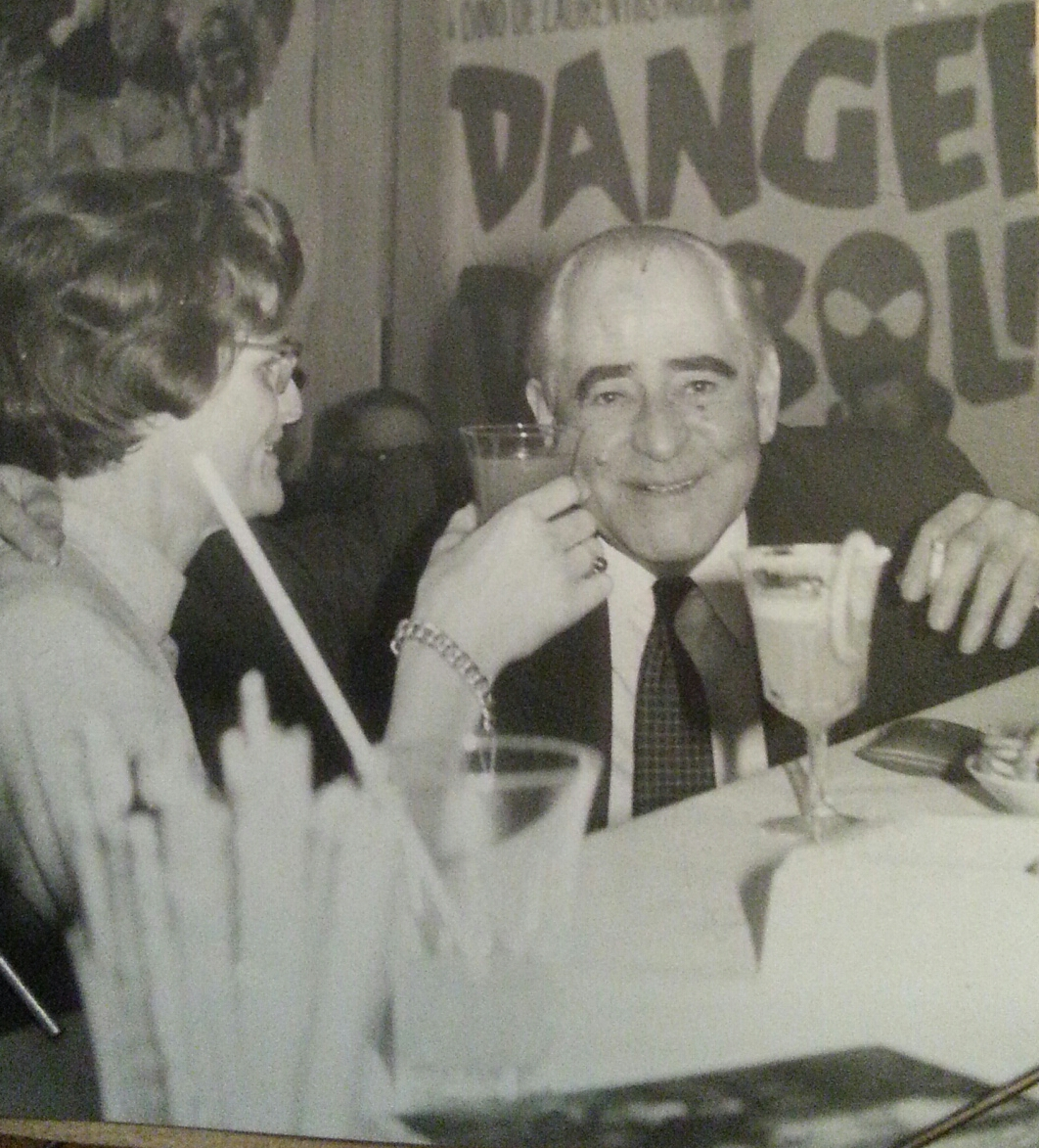
Josef Schormüller bei einer Institutsfeier 1968

Josef Schormüller (* 7. Juli 1903 in Olching; † 6. November 1974 in Berlin) war ein deutscher Lebensmittelchemiker. Er war lange Zeit als Professor an der TU Berlin tätig und gründete das Institut für Lebensmittelchemie und -technologie in der Müller-Breslau-Straße an der TU Berlin und hat – neben zahlreichen Einzelpublikationen – Lehrbücher und das Handbuch der Lebensmittelchemie herausgegeben.

## Leben
Schormüller besuchte das Theresien-Gymnasium in München und studierte dann Chemie an der damaligen Technischen Hochschule München. Nach dem Examen als Diplom-Ingenieur promovierte er 1929 bei W. Manchot an der TH München mit einer Arbeit aus der anorganischen Chemie. Zu seinen Lehrern gehörten die Chemiker Hans Fischer und der Lebensmittelchemiker Benno Bleyer.
1933 legte er die staatliche Prüfung für Lebensmittelchemiker ab. Von 1934 an war er in der Abteilung Lebensmittelchemie, dann in der Abteilung für Biochemie des Reichsgesundheitsamtes in Berlin tätig. 1942 habilitierte er sich an der Universität München mit einer Arbeit über B-Vitamine. Nach dem Ende des Zweiten Weltkriegs kehrte er an seine alte Arbeitsstelle zurück, die sich nun Institut für allgemeine Hygiene nannte. Seit 1947 war er als Lehrbeauftragter an der TU Berlin tätig, 1952 wurde er auf den neu gegründeten Lehrstuhl für Lebensmittelchemie und Lebensmitteltechnologie der TU Berlin berufen. Auf seine Initiative wurde der erste Institutsbau dieses Instituts in der Berliner Müller-Breslau-Straße errichtet.

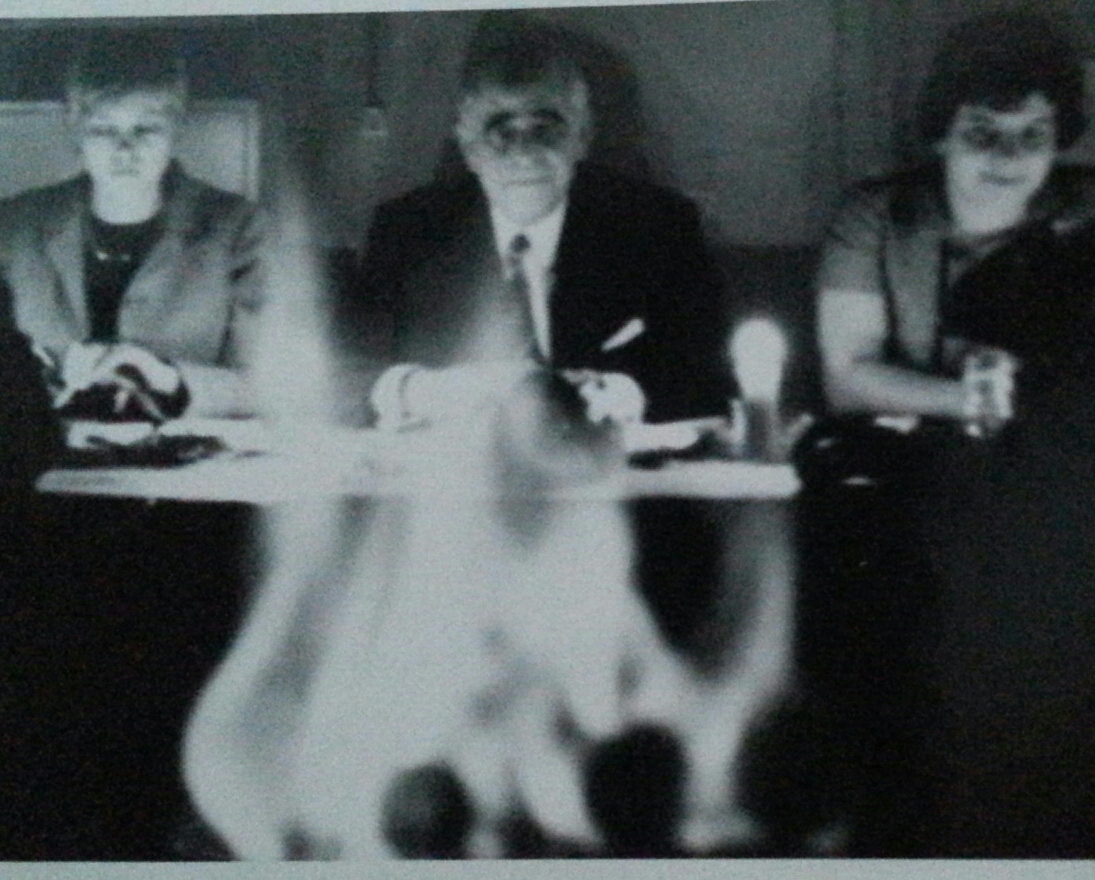
Josef Schormüller bei einer Feuerzangenbowle mit Mitarbeiterinnen 1968

Wissenschaftlich hat sich Schormüller vor allem mit enzymatischen Veränderungen in Lebensmitteln befasst; so analysierte er in 25 Arbeiten die Biochemie der Käsereifung. Insgesamt hat er über 200 Arbeiten veröffentlicht. Zudem war er Mitherausgeber der Zeitschrift für Lebensmittel-Untersuchung und -Forschung (ZLUF), der Zeitschrift Nahrung und Herausgeber der Schriftenreihe Grundlagen und Fortschritte der Lebensmitteluntersuchung. Weiterhin war ihm die Gesamtredaktion der Neuauflage des neunbändigen Handbuchs der Lebensmittelchemie (Springer-Verlag) übertragen worden. Anlässlich seines 70. Geburtstags wurde von seinem Nachfolger in der Leitung des Berliner Instituts für Lebensmittelchemie an der TU Berlin Werner Baltes am 7. Juli 1973 ein Festkolloquium ausgerichtet. In diesem Kolloquium trugen seine früheren Schüler Hans-Dieter Belitz, Werner Grosch, Jürgen Weder,  Klaus Rubach und Hans-Jürgen Stan aktuelle Forschungsergebnisse  zur Lipoxygenase und anderen Enzymen vor.
Sowohl Hans-Dieter Belitz als auch Werner Grosch, die Autoren des heute wichtigsten Lehrbuches der Lebensmittelchemie, waren seine Schüler. Die Gesellschaft Deutscher Chemiker vergibt heute aus der Josef Schormüller Gedächtnisstiftung ein Josef-Schormüller-Stipendium für „jüngere, beruflich bereits erfolgreiche Lebensmittelchemiker“. Mitglieder im Vorstand der Stiftung sind neben anderen Reiner Wittkowski und Monika Pischetsrieder. Seit 1965 war Schormüller Mitglied der Leopoldina. Schormüller erhielt 1963 die Joseph-König-Gedenkmünze der Gesellschaft deutscher Chemiker.
Schormüller starb am 6. November 1974, er wurde in München-Pasing bestattet.

## Veröffentlichungen (Auswahl)
- Lehrbuch der Lebensmittelchemie : mit 165 Tab., 2., vollst. neubearb. Auflage, Berlin, Heidelberg, New York : Springer 1974 (erste Auflage 1961), ISBN 978-3-642-65779-5.